# ジメチルトリスルフィド
ジメチルトリスルフィド（英: dimethyl trisulfide）は、有機硫黄化合物。别名三硫化メチル、ジメチルペルトリスルフィド、ジメチルトリスルファン。新鮮なタマネギ様の臭気を持つ無色ないし淡黄色の液体で、天然にはホップ、キャベツ、ブロッコリー、カリフラワーなどに存在する。

## 物性
消防法による第4類危険物 第2石油類に該当する。

## 用途
ローストチキンの香りを出すために肉フレーバーに10ppbほど添加されるほか、焼菓子やピクルス、ミートソース、スープなどに1ppmほど用いられる。香料用途としてはPenta Mfg.が製造する。
中国北京市で作られている、豆腐にケカビを付け、塩漬けして発酵させた「青腐乳」（別名「臭豆腐」、「青方」）にはインドール、フェノール、ジメチルジスルフィド、酢酸エチル、トリメチルヒドラジンなどと共に含まれており、独特の風味を出す臭気成分のひとつとして作用している。